# Wat is dan Liefde
Wat is dan Liefde (deutsch etwa: Was ist dann die Liebe) ist eine romantische Komödie aus den Niederlanden, in der eine idealistische Ehemediatorin und ein rücksichtsloser Scheidungsanwalt um den Aufstieg in einer Amsterdamer Kanzlei wetteifern und sich verlieben. Der Film wurde nie im deutschsprachigen Raum veröffentlicht.

## Handlung
Die Leitung einer Anwaltskanzlei, spezialisiert auf Familienrecht mit Sitz im Zentrum Amsterdams am Vondelpark, soll an einen Nachfolger übergeben werden. Deren Inhaber Wim Boeker steht kurz vor seiner Pensionierung und will die Richtung für die Zukunft seines Betriebes vorgeben, in dem er die junge Cato de Deugd einstellt. Als idealistische Ehemediatorin kämpft sie, selbst Scheidungskind und von „wahrer“ Liebe desillusioniert, mit dem rücksichtslosen Anwalt Gijs Dingenauts um die beste Position in der Kanzlei. Gleichzeitig wirbt dieser um ihre Gunst, was sie aber nicht nur aufgrund seines Rufes als berüchtigter Frauenheld zurückweist, sondern auch weil sie sich bereits in einer Beziehung befindet. Allerdings nimmt sie ihr Lebenspartner nicht ausreichend als eigenständige Frau ernst. Gijs erkennt im Laufe der Zeit, dass Cato weit mehr ist, als nur eine Eroberung.
Auch Cato ändert nach einigen gemeinsamen Erlebnissen in und außerhalb der Kanzlei ihre Meinung, trennt sich freundschaftlich von ihrem Partner und wendet sich dem hartnäckig und nun ernsthaft um ihre Liebe kämpfenden Gijs zu.
Der Titel des Films ist einem Lied des Schlagersängers André Hazes aus dem Jahr 1980 entnommen.

## Rezensionen
Ronald Rovers von der Trouw sieht sich nicht von der bekannten Romantikkomödien-Formel „Gegensätze ziehen sich an“ angesprochen und fühlt sich vom Happy End eher getäuscht als befreit. „Die taffe und kluge Frau wird im letzten Akt doch wieder auf das Mädchen reduziert, das dem geheimnisvollen Mann hinterherhüpft.“
Sabeth Snijders vom NRC Handelsblad lobt unter der Überschrift „Verzeihen ist auch Teil der Liebe“ die unterhaltsame Dynamik zwischen Maarten Heijmans, Elise Schaap und dem Rest der Besetzung, die diese Komödie mehr funkeln lässt als so manche andere niederländische Liebeskomödie.
2019 erhielt die Produktion den Preis Goldener Film.